# مزرعة تل سنغبري
مزرعة تل سنغبري (بالإنجليزية: Mazraeh-ye Tall Sangbary)‏ هي منطقة سكنية تقع في فارس في إيران. يقدر عدد سكانها بـ 20 نسمة .